# ۱۶۴۷ (میلادی)
۱۶۴۷ (میلادی) هزار و ششصد و چهل و هفتمین سال تقویم میلادی است.

## زادگان
- ۲۰ مارس – جین د اوتفوی، فیزیک‌دان و مهندس فرانسوی (د. ۱۷۲۴)
- ۲۲ اوت – دنی پاپن، ریاضی‌دان، فیزیک‌دان، و مخترع فرانسوی (د. ۱۷۱۲)
- ۱۸ نوامبر – پییر بل، نویسنده و فیلسوف فرانسوی (د. ۱۷۰۶)

## درگذشتگان
- ۲۵ اکتبر – اوانجلیستا توریچلی، ریاضی‌دان و فیزیک‌دان ایتالیایی (ز. ۱۶۰۸)